# Лубянская преступная группировка
«Лубя́нская престу́пная группиро́вка» — книга Александра Литвиненко о превращении ФСБ России в преступную и террористическую организацию.
Лубянка известна как штаб-квартира КГБ. В книге утверждается, что президент России Владимир Путин и другие сотрудники ФСБ были причастны к организованной преступности, в том числе к прикрытию наркотрафика из Афганистана. Как сообщает интернет-издание «Грани.ру», в книге рассказывается о повседневной жизни сотрудников ФСБ — «о коррупции, взяточничестве и „крышевании“, о связях с преступным миром, похищениях и заказных убийствах, о том, как ФСБ „зарабатывает“ деньги и продвигает „своих“ во власть».
Как сообщает агентство «ПРИМА-News», по запросу ФСБ книга была снята с продажи в России. В ответ на это авторы «Лубянской преступной группировки» разрешили бесплатное издание и распространение книги в России всем желающим. Исполнительный директор Международного фонда гражданских свобод Александр Гольдфарб, который лицензировал авторские права на книгу в России, заявил, что запретив впервые с советских времён книги, ФСБ бросила вызов обществу.

## Критика
Автор книги «Ледокол» Виктор Суворов заявил, что книга «страшная, захватывающая и поучительная».
Бывший советский узник совести Владимир Буковский заявил, что Литвиненко красноречиво изображает то, что долгое время считалось «щитом и мечом» коммунистической партии, которое на самом деле является огромным криминальным механизмом.
Как отмечает Андрей Антонов из «ПРИМА-News», в понимании Литвиненко ФСБ — явно криминальная и даже террористическая организация. Он предполагает, что Литвиненко уверен, что за убийством, например, видного деятеля российского демократического движения Галины Старовойтовой и смертью Анатолия Собчака стояли спецслужбы.
Алан Коуэлл из The New York Times оценил книгу как важный источник, описывающий покушение на Бориса Березовского в Москве и многие другие события.
В 2002 году бывший министр внутренних дел России Анатолий Куликов пообещал подать против книги иск о клевете.